# 1,2-dibromoetà
El 1,2-dibromoethane, també conegut com dibromur d'etilè (EDB), és un compost organobromí amb la fórmula química C
2H
4Br
2. Tot i que es produeixen traces de manera natural a l'oceà, on és format probablement per algues, especialment pel varec, és principalment sintètic.
És un líquid dens i incolor amb una feble olor dolça, detectable a 10 ppm, és un fumigant àmpliament utilitzat i de vegades controvertit. La combustió de l'1,2-dibrometà produeix gas bromur d'hidrogen que és significativament corrosiu.

## Preparació i ús
Es produeix per la reacció de l'etilè gasós amb el brom, en una classe de reacció clàssica d'halogenació d'alquens:
CH₂ = CH₂ + Br₂ → BrCH₂–CH₂Br
Històricament, l'1,2-dibrometà s'utilitzava com a component en additius antidetonants en combustibles amb plom. Reacciona amb els residus de plom per generar bromurs de plom volàtils, evitant així la contaminació del motor amb dipòsits de plom.

### Pesticides
S'ha utilitzat com a pesticida al sòl i en diversos cultius. Les sol·licituds es van iniciar després de la retirada forçosa de l'1,2-dibromo-3-cloropropà (DBCP). La majoria d'aquests usos s'han aturat a la UE i EUA. Es continua utilitzant com a fumigant per al tractament de fustes amb tèrmits i escarabats, per al control de les arnes dels ruscs.

### Reactiu
L'1,2-debromoetà té aplicacions més àmplies en la preparació d'altres compostos orgànics, inclosos els que porten anells de diazocina modificats i bromur de vinil que és un precursor d'alguns ignífugs.
En síntesi orgànica, l'1,2-dibromoetà s'utilitza com a font de brom per bromar els carbanions i activar el magnesi per a certs reactius de Grignard. En aquest darrer procés, l'1,2-dibromoetà reacciona amb el magnesi, produint etilè i bromur de magnesi, i exposa una porció de magnesi acabada de gravar al substrat.

## Efectes sobre la salut
L'1,2-fibromoetà provoca canvis en el metabolisme i destrucció severa dels teixits vius. Els valors empírics coneguts de LD50 per a l'1,2-dibromoetano són 140 mg/kg (oral, rata) i 300,0 mg/kg (dèrmic, conill). L'1,2-fibromoetà és un cancerigen conegut, amb nivells d'exposició anteriors a 1977 que el classifiquen com la substància més cancerígena de l'índex HERP.
No es coneixen els efectes sobre la respiració d'alts nivells sobre les persones, però estudis en animals amb exposicions a nivells elevats a curt termini van provocar depressió i col·lapse, cosa que indica efectes sobre el cervell. També es van observar canvis en el cervell i el comportament en rates joves els pares dels quals havien respirat 1,2-dibromoetà i es van observar defectes congènits en les cries d'animals exposats durant l'embaràs. Es desconeix si l'1,2-fibromoetà causa defectes congènits en humans. La deglució ha causat la mort a dosis de 40 ml.